# Port Arthur (Xina)
Port Arthur va ser un port colonial de l'Imperi Rus, ubicat al territori de la República Popular de la Xina. Actualment es coneix com a Lüshun o Lüshunkou (xinès simplificat 旅顺口, xinès tradicional 旅順口, transcripció pinyin Lǚshùnkǒu), és una ciutat situada a l'extrem sud de la punta de la península de Liaodong, al costat de la ciutat de Dalian i disposa d'un excel·lent port natural, la possessió i control del qual fou un dels casus belli de la Primera Guerra Sinojaponesa i de la Guerra Rus-japonesa en els anys 1894 a 1905.
L'administració japonesa i després soviètica varen continuar fins al 1953. Els diplomàtics occidentals, en les notícies i en els escrits històrics, se la coneixia com a Port Arthur, i durant el període controlat i administrat pel Japó la van anomenar Ryojun (旅顺).

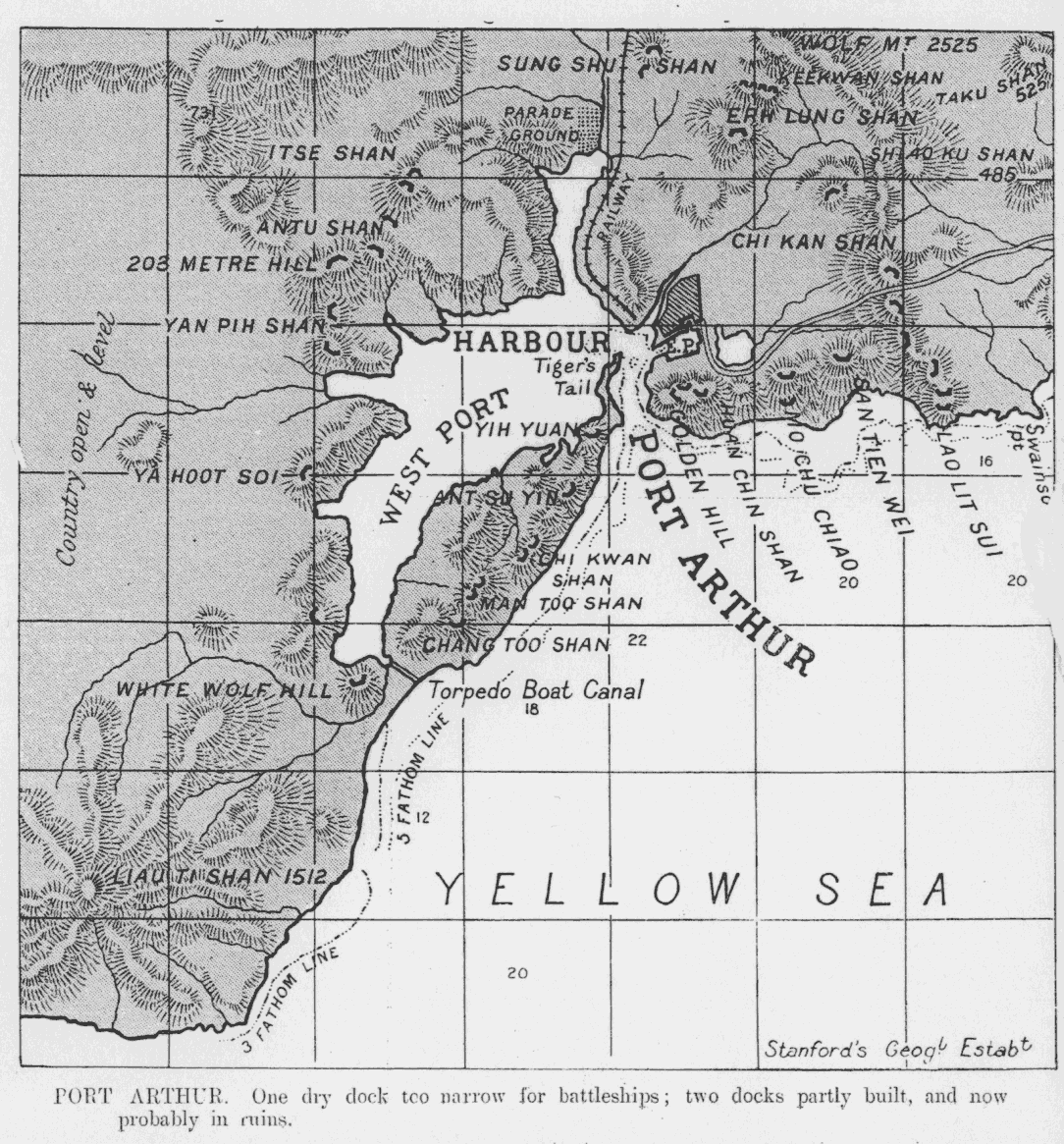
Mapa de Port Arthur al segle XIX

## Història d'un nom
Envoltat per l'oceà per tres costats, aquest estratègic port naval va ser conegut com a Porth Arthur (rus: Порт Артур) durant l'administració imperial russa i més tard com Ryojun (旅順) sota el govern japonès. Port Arthur va prendre el seu nom d'un tinent de l'Armada Reial Britànica, anomenat William C. Arthur, però des d'abans la ciutat era coneguda pels xinesos com Lüshun. L'agost de 1860, durant la Segona Guerra de l'Opi, el tinent Arthur va haver d'arrecerar-se amb la seva debilitada fragata al port de Lüshun, en aquell moment una pobra vila de pescadors, per efectuar reparacions. Els russos i la resta de les potències occidentals varen adoptar després el nom britànic.

## Geografia
La capital de prefectura, Dalian, es troba aproximadament quaranta milles més al nord a la costa, en el punt més estret de la Península de Liaodong, mentre que Lüshun ocupa la seva punta sud. L'estratègica ubicació de Lüshun al voltant d'un llac, la convertí en un port molt desitjable i important per a les potències colonials del segle xix.

## Port Arthur
Sota la dinastia Qing, que la capturaren als Ming el 1633, la Península de Liaodong formava part administrativament de la Província de Liaoning. El 1882, la Flota de Beiyang va establir una estació naval i un dipòsit de carbó a Lüshunkou (Port Arthur).
El Japó va ocupar la regió durant la Primera Guerra Sinojaponesa (1894-1895). Sota els termes del Tractat de Shimonoseki, signat pel Japó i la Xina a l'acabament de la guerra, en abril de 1895, el Japó va guanyar plena sobirania sobre l'àrea. Tanmateix, poques setmanes després, Alemanya, França i Rússia pressionaven el Japó per cedir el territori una altra vegada a la Xina, en el que s'anomenava la Triple Intervenció.
El desembre de 1897, els vaixells russos entraven a Port Arthur, que va començar a utilitzar com una base d'operacions avançada per patrullar les costes de la Xina del nord, Corea i el Mar del Japó. El març de 1898 Rússia va arrendar formalment a la Xina tota la regió per un període de 25 anys. L'àrea arrendada s'estenia des de la costa nord de la Badia de Yadang al costat occidental de la península fins a Pikou al costat oriental. El contracte d'arrendament especificava que el territori al nord de l'àrea arrendada de la península es convertiria un territori neutral en el qual la Xina
 faria concessions a altres països.